# Macaca nemestrina
Macaco-de-cauda-de-porco-do-sul (Macaca nemestrina) é um Macaco do Velho Mundo da subfamília Cercopithecidae.

## Taxonomia
O epíteto específico, nemestrina, é um adjetivo, derivado do latim Nemestrinus, que significa "deus das ruínas".
Originalmente Macaca leonina, Macaca pagensis e Macaca siberu eram subespécies.

## Descrição
Macaca nemestrina pode pesar entre 5 e 15 kg, em grandes machos. Possuem uma cor bege-amarronzada com as costas de cor mais escura e partes inferiores de cor mais clara.A cauda é curta e semi-ereta.

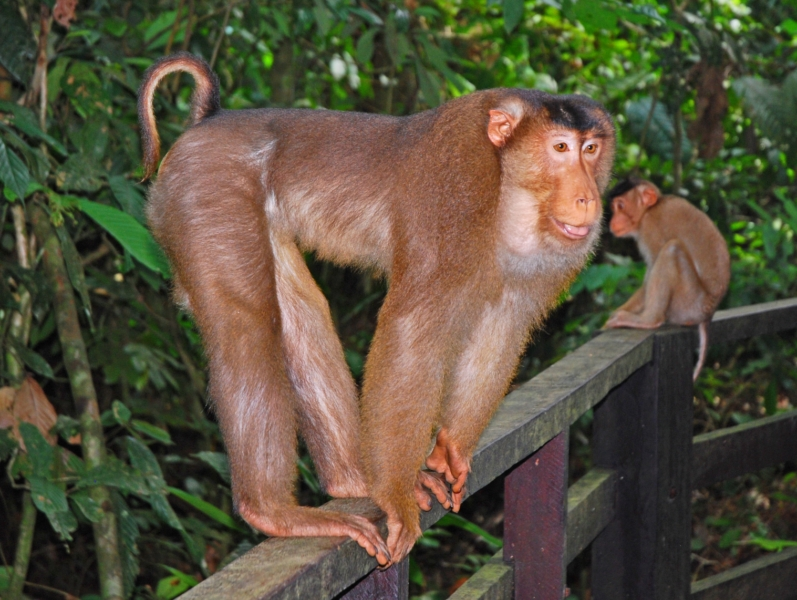
Macaca nemestrina em Sepilok, Sabah, Malásia

## Ecologia e comportamento
eles são principalmente terrestres, mas possuem habilidade para escalar. Ao contrário de quase todos os primatas, eles gostam de água. Vivem em grandes grupos, numa dinâmica de fissão-fusão. São onívoros,se alimentando principalmente de frutos, sementes, cereais, fungos e invertebrados.
Há hierarquia entre os machos, baseado em lutas, e entre as fêmeas, na hereditariedade. Portanto, a filha da fêmea dominante será dominante sobre as outras fêmeas do bando. A fêmea dominante lidera o grupo, enquanto o macho dominante gerencia conflitos e defesa de território.
A maturidade sexual é alcançada entre 3 e 5 anos de idade. A gestação dura cerca de 6 meses. Ela dá à luz um de cada vez a cada dois anos. Desmamam após 5 meses.

## Distribuição geográfica e habitat
Este macaco é encontrado principalmente em floresta chuvosas acima de 2000 metros de altitude, mas pode invadir plantações e jardins.
Ocorre na parte sul da Península da Malásia (se estendendo até o extremo sul da Tailândia), Bornéu, Sumatra, na ilha Bangka.